# 九龍巴士60P線
九龍巴士60P線是香港新界一條已停駛的巴士路線，來往屯門市中心及上水，使屯門區乘客能在上水站轉乘九廣東鐵，為乘客提供另一條路徑來往市區。

## 歷史
- 1994年7月22日至9月20日：60P線投入服務，來往屯門市中心及上水，此為臨時路線，每逢屯門公路發生事故，路線均提供服務。同日青山公路山泥傾瀉，導致屯門公路擠塞，60P線因而提供服務。
- 1995年8月18日至9月9日：屯門公路近小欖段山泥傾瀉，60P線因而提供服務。
- 1995年12月2日至1996年2月6日：屯門公路局部封閉行車線進行維修，60P線因而提供服務。
- 1997年4月27日：青嶼幹線舉行煙花匯演，60P線因而提供服務。
- 1997年7月2日至7月4日：因青山公路山泥傾瀉而提供服務。
- 1999年9月16日：由於颱風約克襲港引致葵涌區交通擠塞，60P線在9月17日提供服務，亦為此路線最後一次提供服務。

## 行車資料

### 行車路線
- 屯門市中心開途經：屯門鄉事會路，屯興路，屯喜路，屯門公路，青山公路，元朗大馬路，朗日路，新界環迴公路（即現時青朗公路、新田公路、粉嶺公路）及新運路
- 上水開途經：新運路，龍琛路，龍運街，新運路，龍琛路，龍運街，新運路，新界環迴公路（即現時粉嶺公路、新田公路、青朗公路），元朗大馬路，青山公路，屯門公路，杯渡路，屯門鄉事會路